# Ononis viscosa
Ononis viscosa är en ärtväxtart som beskrevs av Carl von Linné. Ononis viscosa ingår i släktet puktörnen, och familjen ärtväxter.

## Underarter
Arten delas in i följande underarter:
- O. v. brachycarpa
- O. v. breviflora
- O. v. foetida
- O. v. porrigens
- O. v. sicula
- O. v. sieberi
- O. v. viscosa